# Langørjan
Langørjan is een plaats in de Noorse gemeente Trondheim, provincie Trøndelag. Langørjan telt 370 inwoners (2007) en heeft een oppervlakte van 0,43 km².